# Gaćelezi
Gaćelezi falu Horvátországban Šibenik-Knin megyében. Közigazgatásilag Vodicéhez tartozik.

## Fekvése
Šibenik központjától légvonalban 14, közúton 20 km-re északnyugatra, községközpontjától 10 km-re északra, Dalmácia középső részén, a Šibeniket Benkovaccal összekötő 27-es számú főúttól keletre fekszik. Két településrészből a horvátok lakta Gornje- és szerbek lakta Donje Gaćelezéből áll.

## Története
A település már a középkorban is létezett, katolikus templomát legkésőbb a 15. században építették. Az 1709-es velencei kataszterben „Gacchelesi” alakban szerepel. 1797-ben a Velencei Köztársaság megszűnésével a Habsburg Birodalom része lett. 1806-ban Napóleon csapatai foglalták el és 1813-ig francia uralom alatt állt. Napóleon bukása után ismét Habsburg uralom következett, mely az első világháború végéig tartott. A településnek 1857-ben 151, 1910-ben 255 lakosa volt. Az I. világháború után rövid ideig az Olasz Királyság, ezután a Szerb-Horvát-Szlovén Királyság, majd Jugoszlávia része lett. 1991-ben lakosságának 56 százaléka szerb, 46 százaléka horvát volt. Bár a délszláv háború idején közvetlenül a szerb Krajina határánal feküdt a szerb felkelők nem tudták elfoglalni. Szerb lakossága a harcok hatására elmenekült. A falu lakossága 2011-ben 216 fő volt.

## Lakosság
| Lakosság változása | Lakosság változása | Lakosság változása | Lakosság változása | Lakosság változása | Lakosság változása | Lakosság változása | Lakosság változása | Lakosság változása | Lakosság változása | Lakosság változása | Lakosság változása | Lakosság változása | Lakosság változása | Lakosság változása | Lakosság változása |
| ------------------ | ------------------ | ------------------ | ------------------ | ------------------ | ------------------ | ------------------ | ------------------ | ------------------ | ------------------ | ------------------ | ------------------ | ------------------ | ------------------ | ------------------ | ------------------ |
| 1857               | 1869               | 1880               | 1890               | 1900               | 1910               | 1921               | 1931               | 1948               | 1953               | 1961               | 1971               | 1981               | 1991               | 2001               | 2011               |
| 151                | 0                  | 165                | 178                | 239                | 255                | 330                | 267                | 330                | 356                | 421                | 418                | 379                | 399                | 206                | 216                |

## Nevezetességei
Szent Antal tiszteletére szentelt római katolikus temploma Gornje Gaćelezén áll. A templom a 15. században már bizonyosan megvolt. Az egyházlátogatási jegyzőkönyvek alapján története során többször is átépítették és megújították. 1767-ben az első püspöki vizitáció során a püspök harangtorony építését rendelte le. 1805-ben a püspök a templomot nyitva, leromlott állapotban találta, a kehely és néhány liturgikus tárgy a plébánosnál volt. Végül az 1970-es évek elején Ante Grčić atya elhatározta egy nagyobb templom építését. A régi templomot nem bontották le, hanem 1973-74-ben betonfalakból épített új épülettel vették körül. Az új templom építését Grčić utódja Bernardin Kamber fejezte be 1981-ben. A harangtorony építése a templommal egy időben történt, két harang található benne.

## Híres emberek
Itt töltötte gyermekkorát Ivan Ergić szerb válogatott labdarúgó, a Juventus, az FC Basel és a Bursaspor egykori játékosa.